# Scaffolding
Scaffolding (von englisch scaffold ‚Gerüst‘) bezeichnet im pädagogisch-psychologischen Kontext die Unterstützung des Lernprozesses durch die Bereitstellung einer ersten vollständigen Orientierungsgrundlage in Form von Anleitungen, Denkanstößen und anderen Hilfestellungen. Sobald der Lernende fähig ist, eine bestimmte Teilaufgabe eigenständig zu bearbeiten, entfernt man dieses „Gerüst“ schrittweise wieder.
Scaffolding wird den konstruktivistischen Lerntheorien zugeordnet.

## Begriffsherkunft
1930 beschrieb der russische Psychologe Lew Semjonowitsch Wygotski in seiner Arbeit „Mind In Society“ die Idee einer Zone der proximalen Entwicklung (ZPD), welche die theoretische Grundlage für das heutige Verständnis von Scaffolding bildet.
Wygotski ging davon aus, dass man bei Lernprozessen zwischen dem „aktuellen Entwicklungsstand“ und dem „potentiellen Entwicklungsstand“ unterscheiden kann. Die ZPD ist die Differenz zwischen dem Niveau des selbstständigen Problemlösens und dem Niveau, das der Lernende unter Anleitung  durch eine kompetente Person erreichen könnte. Wygotski selbst verwendet den Begriff zwar nicht, dennoch orientiert sich das heutige Scaffolding an der ZPD, um eine möglichst effektive Lernunterstützung zu erreichen. Im Verlauf des Lernvorgangs wird diese Unterstützung dann stufenweise abgebaut, was man auch als Fading bezeichnet.
Der Begriff ‘Scaffolding’ selbst erschien erstmals 1976 in einem Artikel der US-amerikanischen Kognitionspsychologen Jerome Bruner, Gail Ross und David Wood. Damals stand er noch in keinem Bezug zu Wygotskis Werk.
Sie wählten die Metapher des „Baugerüsts“, um die Form der Unterstützung zu beschreiben, die dem lernenden Kind von Erziehern angeboten wird. Im Scaffolding-Prozess soll ihm geholfen werden, eine Aufgabe zu bewältigen, die es anfangs nicht eigenständig lösen kann. Dem Kind wird dabei nur Hilfe in Bereichen angeboten, die seinen gegenwärtigen Wissenshorizont übersteigen. Ziel ist es, ihm die Lösung eines Problems weitestgehend ohne Anleitung zu ermöglichen.
1985 macht Jerome Bruner schließlich darauf aufmerksam, dass eine Parallele zwischen dem Begriff des Scaffoldings und Wygotskys Theorie einer Zone der proximalen Entwicklung besteht.
Nach Philip Scott wird der Begriff im Alltag oft unsauber für diverse unterrichtsunterstützenden Maßnahmen, wie Computerprogramme oder Instruktionen des Lehrers verwendet. Eine feste, anerkannte Definition für "Scaffolding" im erzieherischen Kontext gibt es bislang nicht.

## Merkmale
McKenzie (1999) nennt mehrere Kennzeichen eines gelungenen Scaffoldings:
Bereitstellung einer eindeutigen AnleitungDem Lehrenden sind die Probleme und Unsicherheiten, die beim Lernen auftreten können, bekannt und er entwickelt darauf aufbauend eine schrittweise Anleitung. Diese verdeutlicht, was getan werden muss, um eine Aufgabe lösen zu können, und verhindert so unnötige Verwirrung.
Offenlegung des Zwecks von AufgabenScaffolding hilft dem Lernenden zu verstehen, warum er eine bestimmte Aufgabe bearbeitet und was daran wichtig ist. Dafür sind interessante Fragestellungen nötig, die über das bloße Sammeln von Informationen hinausgehen.
Verhinderung einer Abweichung von der AufgabenstellungEs wird dem Lernenden ein Weg angeboten, sich mit der Aufgabe auseinanderzusetzen. Er kann zwar einen Großteil seines Vorgehens selbst bestimmen, aber Scaffolding gibt in jedem Schritt des Lernprozesses angepasste Instruktionen, die ein Abweichen vom Lernziel verhindern.
Verdeutlichung der ErwartungenAnhand gelungener Beispiele wird dem Lernenden von Beginn an gezeigt, worauf es bei der Erfüllung einer gestellten Aufgabe ankommt und auf welche Kriterien bei der anschließenden Bewertung besonders viel Wert gelegt wird.
Nennung von Informationsquellen zum ThemaDer Lehrende gibt zu Beginn Literatur an, in der nützliche Informationen zu finden sind. So wird Verwirrung, Frustration und unnötiger Zeitaufwand auf Seiten des Lernenden minimiert. Inwieweit dieser noch zusätzliche Informationen bemüht, wird ihm dabei selbst überlassen.
Vermeidung von Unsicherheiten, Überraschungen und EnttäuschungenDas Konzept des Unterrichts wird vor der Anwendung Schritt für Schritt durchgetestet, um so alle eventuellen Probleme weitestgehend zu beheben und einen maximalen Lernerfolg zu sichern.

## Vorgehensweise

### Entwicklung des Lehrplans
Der erste Schritt beim Scaffolding ist die Entwicklung eines Lehrplans, die den Schüler von dem, was er bereits weiß, zu einem tieferen Verständnis des neuen Lernstoffes führen soll. Der Scaffolding-Plan muss genau so durchdacht werden, dass jede neue Fertigkeit oder Information, die der Schüler erlernt, logisch auf den bereits vorhandenen Wissens- und Könnensstand aufbaut. Der Lehrende muss darauf vorbereitet sein, den Wissensstand der Schüler ständig zu kennen, um so die neuen Informationen optimal mit dem bereits vorhandenen Vorwissen verbinden zu können.

### Durchführung des Scaffoldings
Der zweite Schritt ist die Durchführung des entwickelten Plans, wobei die Lehrperson die Schüler bei jedem Schritt des Lernprozesses unterstützt. Zu Beginn modelliert er den zu erlernenden Unterrichtsstoff durch lautes Denken vollständig, damit sich die Schüler eine Vorstellung über anzustrebende Ziele und hinführende Wege, Mittel und Methoden aufbauen können. Dieses Modelling geht vom Lehrer aus und erfolgt meist in einem kreativ gestalteten Frontalunterricht.
Nach Beobachtung des Modells beginnen die Schüler, selbst Erfahrungen zu sammeln, indem sie Teile der Aufgaben eigenständig bearbeiten.
Die Lehrperson unterstützt sie bei diesen ersten Übungen ("Assisting") und versucht, ihre Lernfortschritte zu jeder Zeit einzuschätzen ("Monitoring"). Mit steigender Erfahrung und besserem Verständnis, das die Schüler vom Lerngegenstand entwickeln, wird die Komplexität der Aufgaben immer weiter erhöht, und die Unterstützung wird schrittweise verringert. Gegen Ende eines optimal durchgeführten Scaffolding-Plans bearbeiten die Schüler die gesamte Aufgabe ohne jegliche Hilfe von außen.

## Vor- und Nachteile
Bei der Anwendung von Scaffolding in der Lehre gibt es sowohl Vor- als auch Nachteile.

### Vorteile
Der Lernende wird in den Unterricht eingebunden.Er ist nicht bloß passiver Konsument von Informationen, die ihm durch eine Lehrperson vermittelt werden. Vielmehr baut er selbst neue Fähigkeiten auf Basis seines Vorwissens auf.
Der Lernende wird motiviert.Dadurch, dass ihm gezeigt wird, was er mit Hilfe einer kompetenten Person erreichen kann, wird insbesondere dem schwachen Schüler bewusst, dass er Dinge schaffen kann, die er vorher nicht für möglich gehalten hätte. Positives Feedback durch die Lehrperson begünstigt seine Motivation zusätzlich.
Der Lernende ist seltener enttäuscht.Es ist vor allem bei einem Schüler, der zu Frustration neigt, wichtig, zu verhindern, dass er sich ausklinkt und dem Unterricht nicht weiter folgen will. Scaffolding kann das durch die individuelle Ausrichtung auf die Fähigkeiten jedes Schülers umgehen.

### Nachteile
Es entsteht ein hoher Aufwand.Oft ist nicht die Zeit vorhanden, die benötigt wird, um einen Unterricht zu machen, der die Vorkenntnisse und möglichen Kenntnisse (Zone der proximalen Entwicklung) eines jeden Schülers berücksichtigt.
Die Qualifikation der Lehrkräfte reicht selten aus.In Bezug auf Scaffolding-Techniken müssen Lehrer speziell geschult sein, um die Vorteile dieser Lernstrategie voll nutzen zu können. Die Bereitschaft auf Seiten des Lehrers, den Schülern einige Arbeiten anzuvertrauen und sie Fehler machen zu lassen, ist oft nicht gegeben.
Lehrpläne berücksichtigen Scaffolding wenig.Oft fehlt es in den Plänen an Beispielen und Richtlinien, wie ein Lehrer seinen Unterricht zu einer bestimmten Thematik mit Hilfe von Scaffolding gestalten könnte.

## Anwendungsbeispiele im Internet

### Online Research Modules
Vor allem in den USA stellen einige Schulen Aufgaben ins Internet, die dann durch die Schüler bearbeitet werden. Die Fragestellungen sind dabei in so genannten „research modules“ aufbereitet und sollen ein möglichst effektives Lernen ermöglichen. Hier lassen sich oftmals Merkmale des Scaffoldings wiederfinden.

### WebQuests
Scaffolding ist ein wichtiges Kriterium für die Gestaltung von sog. WebQuests. Hier werden gemäß den oben genannten Merkmalen die Bewertungsmaßstäbe offengelegt, nützliche Literatur angegeben und eine klare Anleitung formuliert.